# 山口翔悟
山口 翔悟（やまぐち しょうご、1983年2月19日 - ）は、日本の俳優である。愛知県名古屋市出身。サンミュージックプロダクション、トライストーン・エンターテイメントを経て、現在はフリーランスとして活動。
本名、山口 達也（やまぐち たつや）。東邦高等学校卒業。姉は歌手、女優の山口沙織。兄、姉がいる三人兄弟の末っ子。血液型O型。

## 来歴
サンミュージック付属の養成所・サンミュージック・アーティスト・アカデミー（SAA）名古屋校出身（3期生）。東邦高等学校に在学中、祖母が本人に黙って養成所に履歴書を送ったことをきっかけに俳優の道を志す。当初は本名で活動していた。
2001年1月、オリジナルビデオ作品『ウルトラマンティガ外伝 古代に蘇る巨人』にて主人公マドカ・ツバサ役を演じ、俳優として活動を開始。後年山口は「ティガのことは中学のころに見ていたのでティガに変身するとは夢にも思わなかった」と語っている。2003年公開の映画『あずみ』で本格的な俳優デビューを果たす。
2006年1月から同年12月まで放送された特撮テレビドラマ『魔弾戦記リュウケンドー』に主人公・鳴神剣二 / リュウケンドー役として出演。テレビドラマの主演はこの作品が初めてである。この作品では変身前のアクションにも多く挑戦、アクションを担当した剣武会からは「立ち回りがうまい」と評判である。また自らゴッドリュウケンドーのスーツを着てアクションをしたこともある。
2008年9月から2009年3月までNHK連続テレビ小説『だんだん』に出演。オーディションで約500人の中から選ばれてヒロインの三倉茉奈、三倉佳奈の2人が思いを寄せる芸能プロダクションのマネージャー・石橋友也役を演じて注目を集め、2009年1月からケイン・コスギとともにセンチュリー21のCMにも出演した。2009年4月からは『ハンチョウ〜神南署安積班〜』シリーズにレギュラー出演し、安積班のメンバーの一人・桜井太一郎役を演じた。
2016年5月をもってサンミュージックプロダクションとの契約を満了し、約18年間所属したサンミュージックグループを退所した。同年10月よりトライストーン・エンタテイメントに所属している。
2024年6月1日、自身のX(旧Twitter)にて8年間所属していた事務所「トライストーン・エンタテイメント」を退所することを報告。当面の間はフリーで活動する。

## 人物
- 趣味はサッカー、バスケットボール、スポーツ観戦。特技は絵[11]。
- 『リュウケンドー』の山口の起用は前述の『ウルトラマンティガ外伝 古代に蘇る巨人』の完全版監督の原田昌樹がメイキングDVDの構成・演出を担当したことからの縁で選ばれた。
- 2008年12月に公開された『トミカヒーロー レスキューフォース 爆裂MOVIE マッハトレインをレスキューせよ!』では鳴神剣二を思わせるスカジャン刑事を演じた。劇中の衣装は『リュウケンドー』出演当時のものを着用していた。
- 2014年に5歳年上の一般女性と約4年間の交際期間を経て結婚、同4月19日に沖縄県内のホテルの教会にて挙式した[12][13]。

## 出演

### テレビドラマ
- 愛の劇場・温泉へ行こう3（2002年2月、TBS） - 山崎純一 役
- 人間の証明 第7話（2004年8月19日、フジテレビ） - 見城 役
- 結婚式へ行こう!（2006年12月 - 2007年3月、TBS） - 近藤雄哉 役
- 月曜ミステリー劇場→月曜ゴールデン（TBS）
  - 陰の季節5「事故」（2003年3月17日） - 新堂悟史 役
  - 浅見光彦シリーズ25「姫島殺人事件」（2008年4月7日） - 中島康博 役
  - 正義の証明（2011年9月26日） - 及川大輔 役
  - 船上パーサー・氷室夏子 豪華フェリー殺人事件（2012年8月6日） - 秋田純 役
  - 捜査指揮官 水城さや2（2014年1月6日） - 水城繁雄 役
  - 世直し公務員 ザ・公証人11（2014年4月14日） - 結城靖宏 役
  - 魔性の群像 刑事・森崎慎平2（2014年6月30日） - 西田浩二 役
  - 北海道警察 人質（2014年11月3日） - 楠木伴英 役
  - 世田谷駐在刑事3（2015年8月10日） - 武藤満 役
- 土曜ワイド劇場（テレビ朝日）
  - 法医学教室の事件ファイル17「"笑う自殺者"の謎」（2003年4月5日） - 池永圭太 役
  - 司法教官・穂高美子2（2012年9月1日） - 津村武彦 役
  - はみだし弁護士・巽志郎12（2012年10月20日） - 杉本 役
  - 遺品の声を聴く男4（2013年5月25日） - 坪倉晴彦 役
  - ミステリー作家六波羅一輝の推理3（2013年9月14日） - 比嘉賢太郎 役
  - 新・ヤメ検の女6（2015年11月7日） - 山瀬陽二（アキラ） 役
  - 刑事一徹〜命懸けで捜査に挑む 犯人より心配性な男（2016年7月23日） - 木村彰男 役
- 水曜ミステリー9（テレビ東京）
  - さすらい署長 風間昭平7（2007年10月31日） - 水越拓郎 役
  - 松本清張特別企画・鉢植を買う女（2011年11月9日） - 山口卓巳 役
  - 監察医・篠宮葉月 死体は語る11（2012年5月2日） - 清水史也 役
  - 北海道警事件ファイル 警部補 五条聖子1（2012年10月24日） - 大隈浩司 役
  - 最強の法廷 裁判官桜子と10人の評決（2015年1月14日） - 黒木昇 役
  - 新・旅行作家 茶屋次郎13（2016年1月20日） - 松金智也 役
- 木曜劇場（フジテレビ）
  - 小早川伸木の恋（2006年1月 - 3月） - 金井潤 役
  - ストロベリーナイト・サーガ （2019年6月） - 土田 役
- 24時間テレビ 「愛は地球を救う」 スペシャルドラマ・最後の夏休み（2001年8月18日、日本テレビ）
- 月曜ドラマシリーズ・少年たち3（2002年、NHK）
- 日曜劇場・オレンジデイズ 第2話（2004年4月18日、TBS） - 東都大学の学生 役
- 仔犬のワルツ 第2話（2004年4月24日、日本テレビ）
- ドラマ30・新・いのちの現場から 第6週（2004年5月、MBS・TBS系） - 正史 役
- 土曜ナイトドラマ・恋するベトナム〜縦断1800kmの旅物語〜（2004年10月 - 12月、ABC） - 須藤孝明 役
- 魔弾戦記リュウケンドー（2006年1月 - 12月、テレビ愛知・テレビ東京系） - 主演 鳴神剣二 / 魔弾剣士リュウケンドー / 魔弾剣士ゴッドリュウケンドー 役
- レガッタ〜君といた永遠〜（2006年7月 - 9月、ABC・テレビ朝日系） - 木下祐一 役
- 麗わしき鬼（2007年4月 - 6月、東海テレビ） - 眉川太郎 役
- 花ざかりの君たちへ〜イケメン♂パラダイス〜 第5・6話（2007年7月31日・8月7日、フジテレビ） - 喜志 役
- モップガール 第7話（2007年11月23日、テレビ朝日） - 尾関ヒカル 役
- 連続テレビ小説・だんだん（2008年9月 - 2009年3月、NHK） - 石橋友也 役
- ハンチョウ〜神南署安積班〜シリーズ（TBS） - 桜井太一郎 役
  - ハンチョウ〜神南署安積班〜（2009年4月 - 7月）
  - ハンチョウ〜神南署安積班〜 シリーズ2（2010年1月 - 3月）
  - ハンチョウ〜神南署安積班〜 シリーズ3（2010年7月 - 9月）
  - ハンチョウ〜神南署安積班〜 シリーズ4（2011年4月 - 6月）
- 土曜プレミアム「裸の大将 火の国・熊本篇〜女心が噴火するので〜」（2009年10月24日、フジテレビ） - 伊津野弘樹 役
- スペシャルドラマ・明日もまた生きていこう（2010年10月25日、TBS） - 吉崎祐介 役
- よる★ドラ・本日は大安なり（2012年1月 - 3月、NHK） - 山田勇気 役
- 家族レッスン 第4話（2012年3月29日、MBS）
- 京都地検の女 第8シリーズ 第2話（2012年7月26日、テレビ朝日） - 峰山明信 役
- スペシャルドラマ・必殺仕事人2013（2013年2月17日、ABC） - 喜三郎 役
- 金曜プレステージ（フジテレビ）
  - 検事・霞夕子4（2013年6月7日） - 小川卓郎 役
- なるようになるさ。（2013年8月 - 9月、TBS） - 清原達成 役
- 土曜ドラマ・太陽の罠（2013年11月 - 12月、NHK） - 森茂夫 役
- 相棒 season 12 第14話「顔」（2014年2月5日、テレビ朝日） - 児玉則彦 役
- 赤と黒のゲキジョー おばさん弁護士 町田珠子（2015年1月30日、フジテレビ） - 町田泰史 役
- 連続企業爆破テロ 40年目の真実（2015年5月22日、フジテレビ） - 公安警察捜査員（班長） 役
- 釣りバカ日誌〜新入社員 浜崎伝助〜 第4話（2015年11月13日、テレビ東京） - 前田 役
- 歴史秘話ヒストリア（2015年12月9日、NHK） - 服部半蔵 役
- クロスロード（2016年2月 - 3月、NHK BSプレミアム） - 板垣智 役
- 立花登青春手控え 第7回（2016年6月24日、NHK BSプレミアム） - 清吉 役
- マッサージ探偵ジョー 第6話（2017年5月13日、テレビ東京） - 播磨刑事 役
- CRISIS 公安機動捜査隊特捜班 第6話（2017年5月16日、関西テレビ） - カルト教団信者 羽田隼人 役
- 怪獣倶楽部〜空想特撮青春記〜（2017年6月、MBS） - ニシ 役
- 月曜名作劇場 警視庁機動捜査隊216VII「悪意の果て」（2017年6月5日、TBS） - 小島勉 役
- BORDER 衝動〜検視官・比嘉ミカ〜（2017年10月6日・13日、テレビ朝日） - 三島良明 役
- 女子的生活 第4話（2018年1月26日、NHK） - 高田ケンイチ 役
- 越路吹雪物語（2018年、テレビ朝日） - 田宮守 役
- 大河ドラマ 西郷どん（2018年、NHK） - 中岡慎太郎 役
- 大奥（2019年、フジテレビ） - 徳川継友 役
- 大富豪同心 第8話（2019年6月28日、NHK BSプレミアム） - 吉永新二郎 役
- 警視庁ゼロ係〜生活安全課なんでも相談室〜SEASON4 第5話 （2019年8月16日、テレビ東京） - 井藤大樹 役
- サギデカ 第4話（2019年9月21日、NHK） - 佐川 役
- レンタルなんもしない人のなんもしなかった話 第2話（2020年4月15日、テレビ東京） - 村上 役
- ディア・ペイシェント〜絆のカルテ〜 第6回（2020年8月21日、NHK総合） - 岩見優斗 役
- 十三人の刺客（2020年11月28日、NHK BSプレミアム） - 日置八十吉 役
- 35歳の少女 第1話（2020年10月10日、日本テレビ） - 会社員 役
- 青きヴァンパイアの悩み 第7話・最終話（2021年3月22日・29日、TOKYO MX） - 永江麻美の夫 役
- 99.9-刑事専門弁護士- 完全新作SP新たな出会い篇（2021年12月29日、TBS） - 柴田一 役
- クロステイル 〜探偵教室〜 第5話（2022年5月7日、東海テレビ・フジテレビ） - 白浜佳孝 役

### ウェブドラマ
- 新聞記者 第6話（2022年1月13日配信、Netflix）

### テレビ番組
- プロの動脈。「イケメンの動脈。」（2003年6月、よみうりテレビ・日本テレビ系）
- 歴史秘話ヒストリア「高杉晋作“愛され・やんちゃ”革命! 〜時代を変えた男の魅力〜」（2011年4月13日、NHK総合） - 高杉晋作 役
- 祝女〜shukujo〜 Season2 第7・17・20回（2011年、NHK） - ゲスト

### 映画
- シンクロニシティー・フェアリーテイル（2001年） - 主演 梶山圭吾 役
- ゴジラ・モスラ・キングギドラ 大怪獣総攻撃（2001年） - 池田湖の大学生 役[1]
- サウラビ（2002年、韓国映画） - ヒネマル 役
- あずみ（2003年） - こもろ 役
- スクール・ウォーズ HERO（2004年）
- パラ族 パラパラじゃないか!（2006年） - 主演 井上富士太 役
- トミカヒーロー レスキューフォース 爆裂MOVIE マッハトレインをレスキューせよ!（2008年） - スカジャン刑事 役
- おのぼり物語（2010年）

### オリジナルビデオ
- ウルトラマンティガ外伝 古代に蘇る巨人（2001年1月） - 主演 マドカ・ツバサ 役
- Sign（2002年10月） - 加藤次雄 役
- オタスケガール 第2話（2003年6月） - 真田洋司 役
- 学校の都市伝説 トイレの花子さん（2007年6月） - 新田浩一 役

### 舞台
- 朗読劇「苦情の手紙」（2007年8月21日、シアターサンモール）
- 劇団たいしゅう小説家企画ユニットCOMEDY TRAIN1号「ディレクション」（2007年9月15日 - 24日、東京芸術劇場）
- ソ・ノ・ラ・マ旗揚げ公演「クーロンの法則」（2008年3月20日 - 23日、ウッディーシアター中目黒）
- だんだん（2009年10月1日 - 11月10日、大阪松竹座 他）
- Z団 第10回公演「半おに戦奇譚AMAGI-改」（2011年11月30日 - 12月5日、六行会ホール）
- テトラクロマット 第1回公演「銀河廃線 あの夜、僕は汽車から降りた。」（2013年7月24日 - 28日、恵比寿・エコー劇場） - 常盤二朗 役
- テトラクロマット 第2回公演「花の下にて」（2014年12月11日 - 14日、東京芸術劇場 シアターウエスト） - ナナシ 役
- 朗読劇「季節が僕たちを連れ去ったあとに」（2016年11月18日 - 19日、六行会ホール） - 寺山修司 役
- KAAT×まつもと市民芸術館共同プロデュース「冬のカーニバル Mann ist Mann (マン イスト マン)」（2019年1月26日 - 2月3日、神奈川芸術劇場 他）

### CM
- TOYOTA ヤングキャンペーン「ビックエア」（2002年）
- NTTドコモ東北（2002年）
- ホーユー ビューティーン（2004年）※ベッキーと共演
- P&G プリングルズ（2004年）
- NTTドコモ東海（2006年）
- センチュリー21（2009年 - 2010年）※ケイン・コスギと共演
- 日本コカ・コーラ 綾鷹 「この国のもてなし」篇（2017年3月 - ）
- ハウス食品グループ本社 「おいしい家族育」プロジェクト（2019年11月 - ）

### スチール
- リクルート「ゼクシィ 東海版」（1999年11月）
- TOYOTA ヤングキャンペーン「ビックエア」（2002年1月 - ）

### ラジオ
- トロピカル単細胞（2000年、FMダンボ）